# Денді-дінмонт-тер’єр

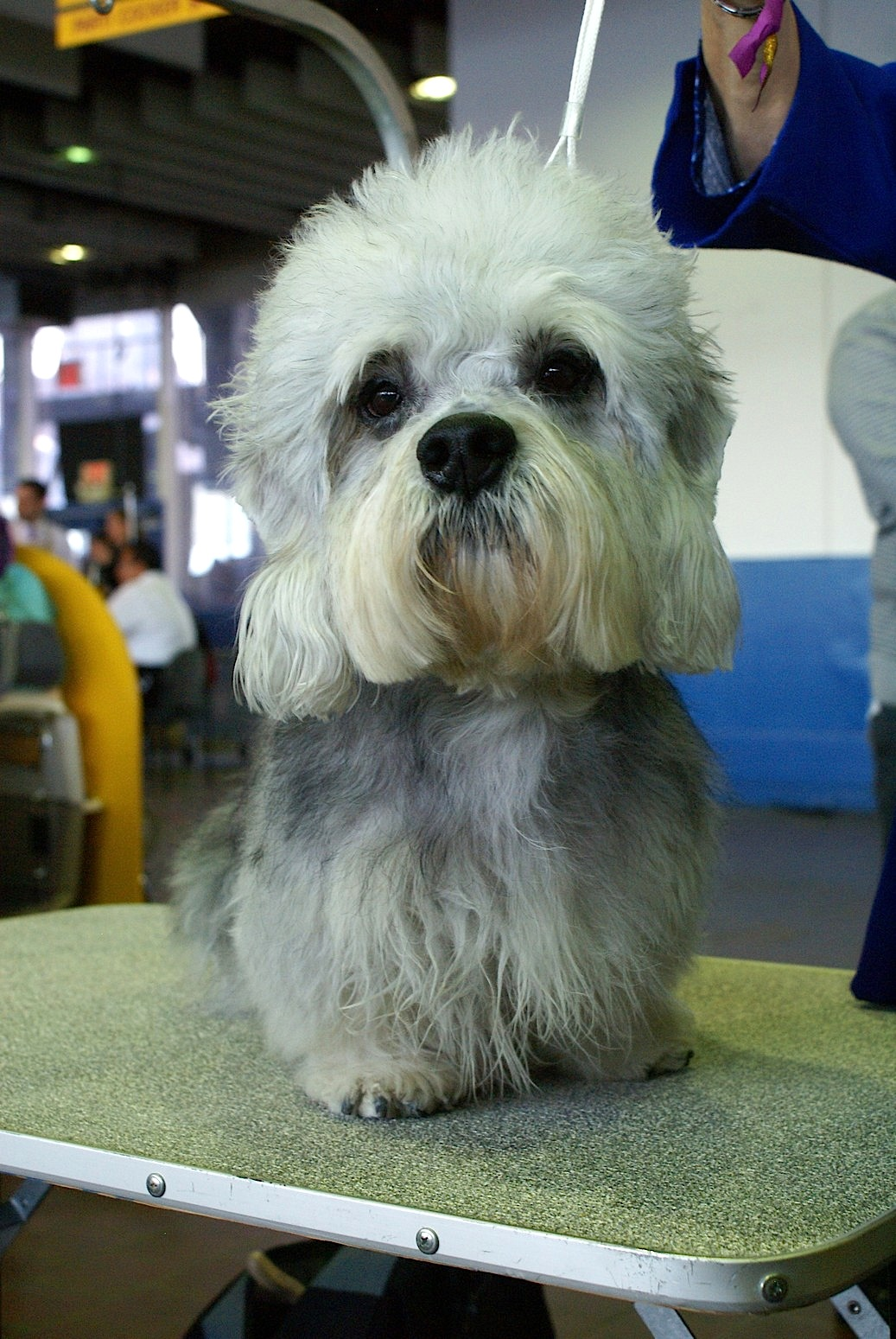

Де́нді-ді́нмонт-тер'є́р (англ. Dandie Dinmont Terrier) — порода собак з групи тер'єрів. Ніжний і спокійний домашній пес, відмінний компаньйон для самотньої людини або для шумної сім'ї. Він скрізь буде почувати себе «у своїй тарілці». Він прив'язується до своєї сім'ї та надзвичайно відданий кожному члену своєї «зграї».

## Опис, характер
Маленький собака, приземкуватий. Шерсть жорсткувата. Забарвлення темно-сіре, сіре з білою плямою на грудях. Вони відважні, добрі, чуйні. Сміливі та відважні за будь-яких умов захищатимуть свою сім'ю. Їх голос дуже оманливий.

## Історія
Свою назву вони дістали завдяки Вальтеру Скотту. Можливо, собаки з'явилися шляхом схрещування бедлингтон-тер'єра, старошотландського тер'єра і оттерхаунда. Перші згадки про цих собак сягають до 17-го століття. Їх дуже цінували усі, хто хоч якось був пов'язаний з полюванням. Проте, офіційне визнання порода отримала лише в 1918 році.

## Здоров'я, хвороби
Собаки можуть хворіти на інфекційні та вірусні захворювання.